# Sund (Norwegen)

Wappen von Sund

Sund war eine Kommune im norwegischen Fylke Hordaland (2020 Teil von Vestland geworden), im Süden der Insel Sotra. Im Zuge der Kommunalreform in Norwegen wurden Sund und Fjell zum 1. Januar 2020 mit Øygarden zusammengeschlossen.
Auf einer Fläche von 100 km² lebten 7062 Einwohner (Stand: 1. Januar 2019). Die Kommunennummer war 1245. Letzte Bürgermeisterin war Kari-Anne Landro (H).